# マラウイの鉄道
マラウイの鉄道では、マラウイにおける鉄道について記す。

## 事業者
- マラウイ鉄道

## 路線
- セナ鉄道（英語版） ドンド（英語版）（モザンビーク）～チパタ（ザンビア）を結ぶ鉄道でマラウイ国内を通る。
- ナカラ鉄道（英語版） ナカラ（モザンビークのナカラ港）～モアティーズ（英語版）（モザンビークのモアティーズ炭鉱）を結ぶ鉄道でマラウイ国内を通る。

## 隣接国との鉄道接続状況
- タンザニア - 接続なし
- モザンビーク - 接続 - 同じ狭軌を採用1,067 mm
- ザンビア  - 建設中（ムチンジ - チパタ） - 同じ狭軌を採用1,067 mm